# Konstantynopol

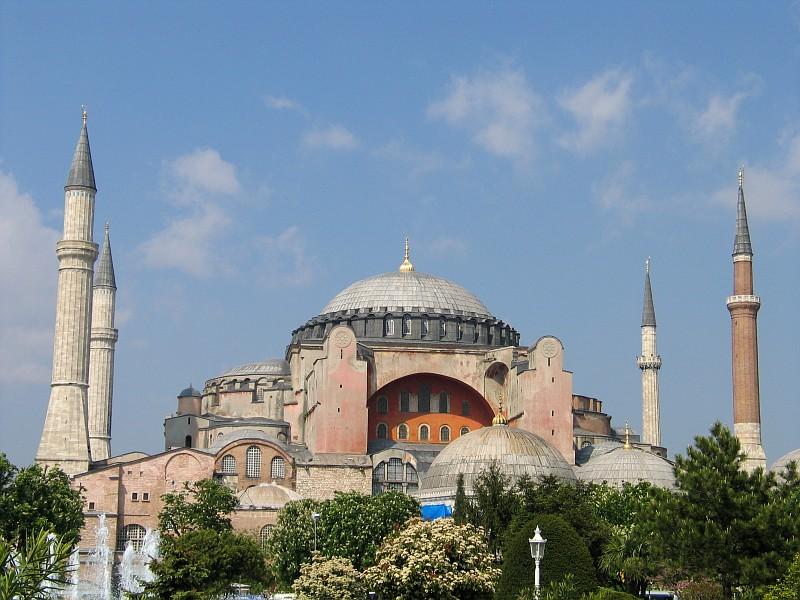
Hagia Sophia – symbol Konstantynopola

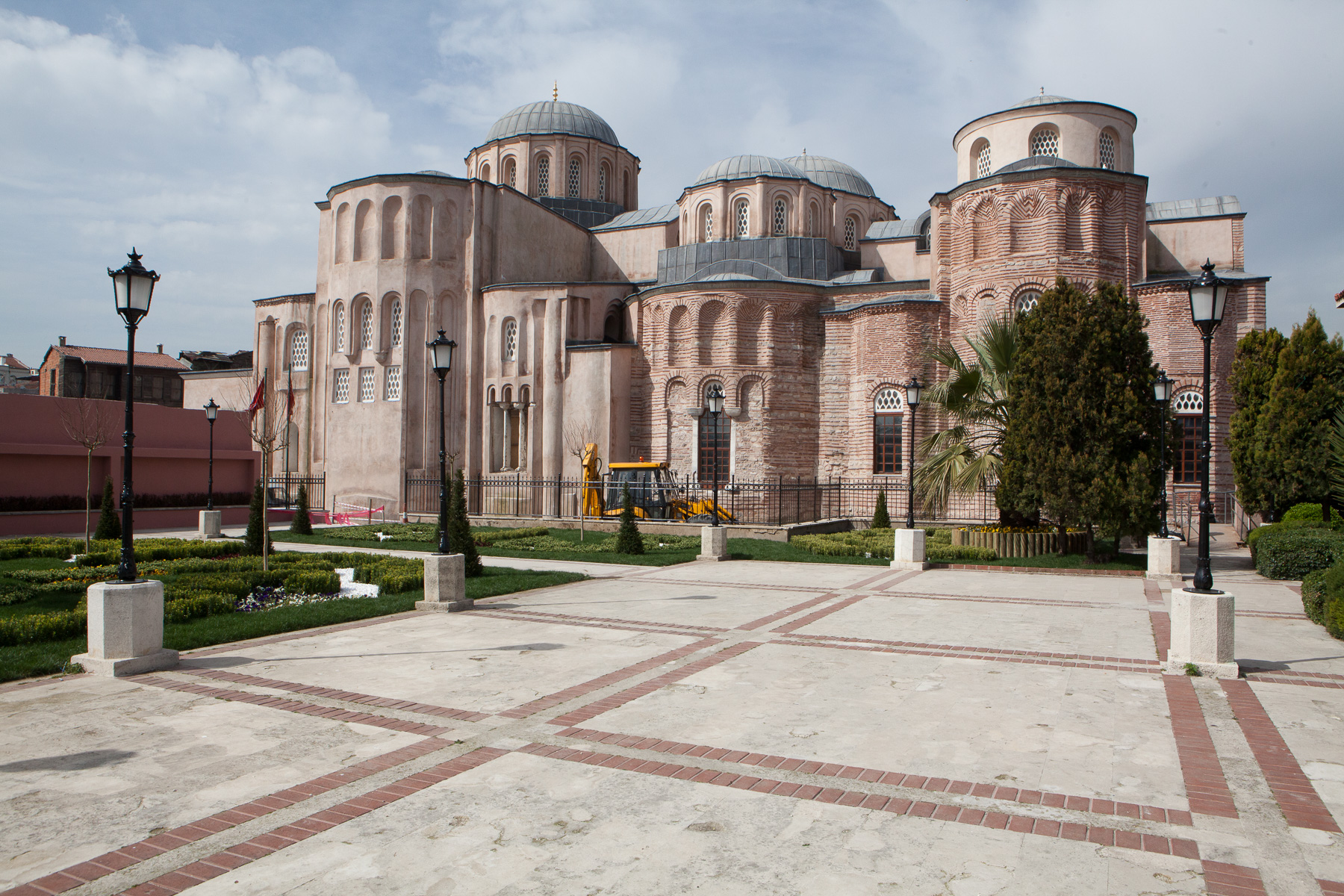
Kościół Chrystusa Pantokratora

Konstantynopol (gr. Κωνσταντινούπολις) – nazwa Bizancjum nadana miastu przez Konstantyna Wielkiego, który wybrał je na swoją siedzibę; w latach 330–395 stolica Cesarstwa Rzymskiego, w latach 395–1453 stolica Cesarstwa Bizantyńskiego i Cesarstwa Łacińskiego (1204–1261), stolica Imperium Osmańskiego w latach 1453–1922. Od 1930 miasto nazywa się Stambuł.
Nazwa Konstantynopola oznacza Miasto Konstantyna, stąd literackie ἡ Κωνσταντίνου Πόλις, także po prostu ἡ Πόλις, na wzór łac. Urbs (Miasto – Rzym). W średniowieczu używano także nazwy „Miasto Cesarskie” (ἡ Bασιλίς Πόλις), stąd cs. Царьград, pol. Carogród. W tekstach skandynawskich stosowano nazwę Miklagard. W sensie archaizującym była również w użyciu, w tym okresie, nazwa starożytna Bizancjum (Βυζάντιον, łac. Byzantium).

## Położenie miasta oraz jego ludność w szczytowym okresie rozwoju

Kościół świętych Apostołów – miejsce spoczynku cesarzy bizantyńskich

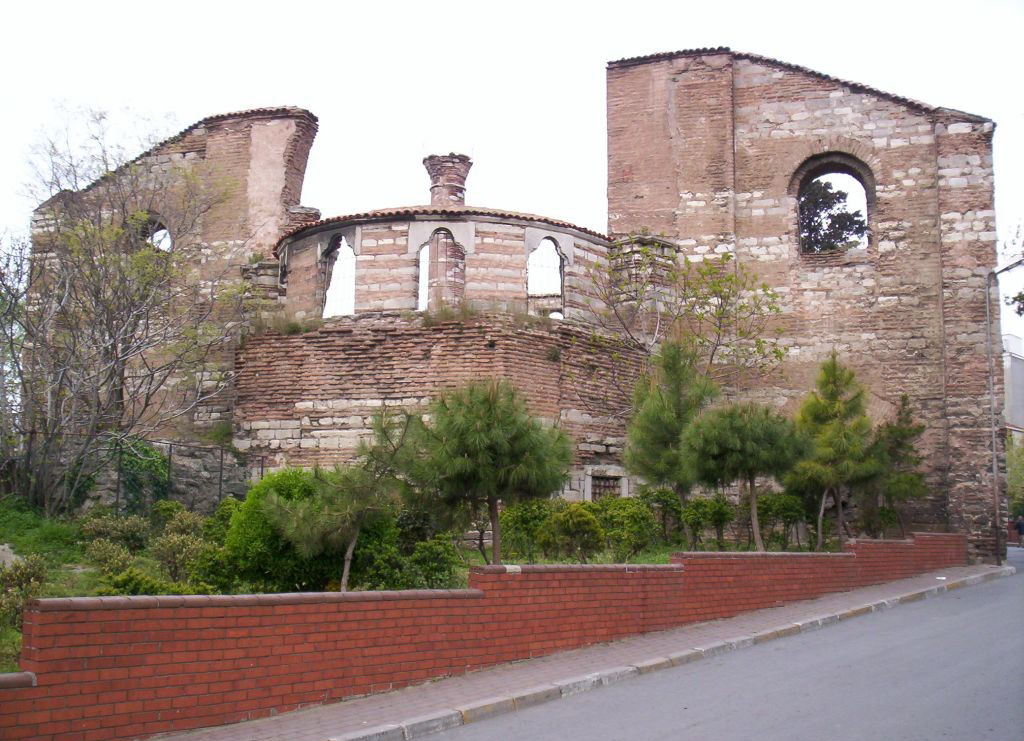
Pozostałości klasztoru świętego Jana (Studios)

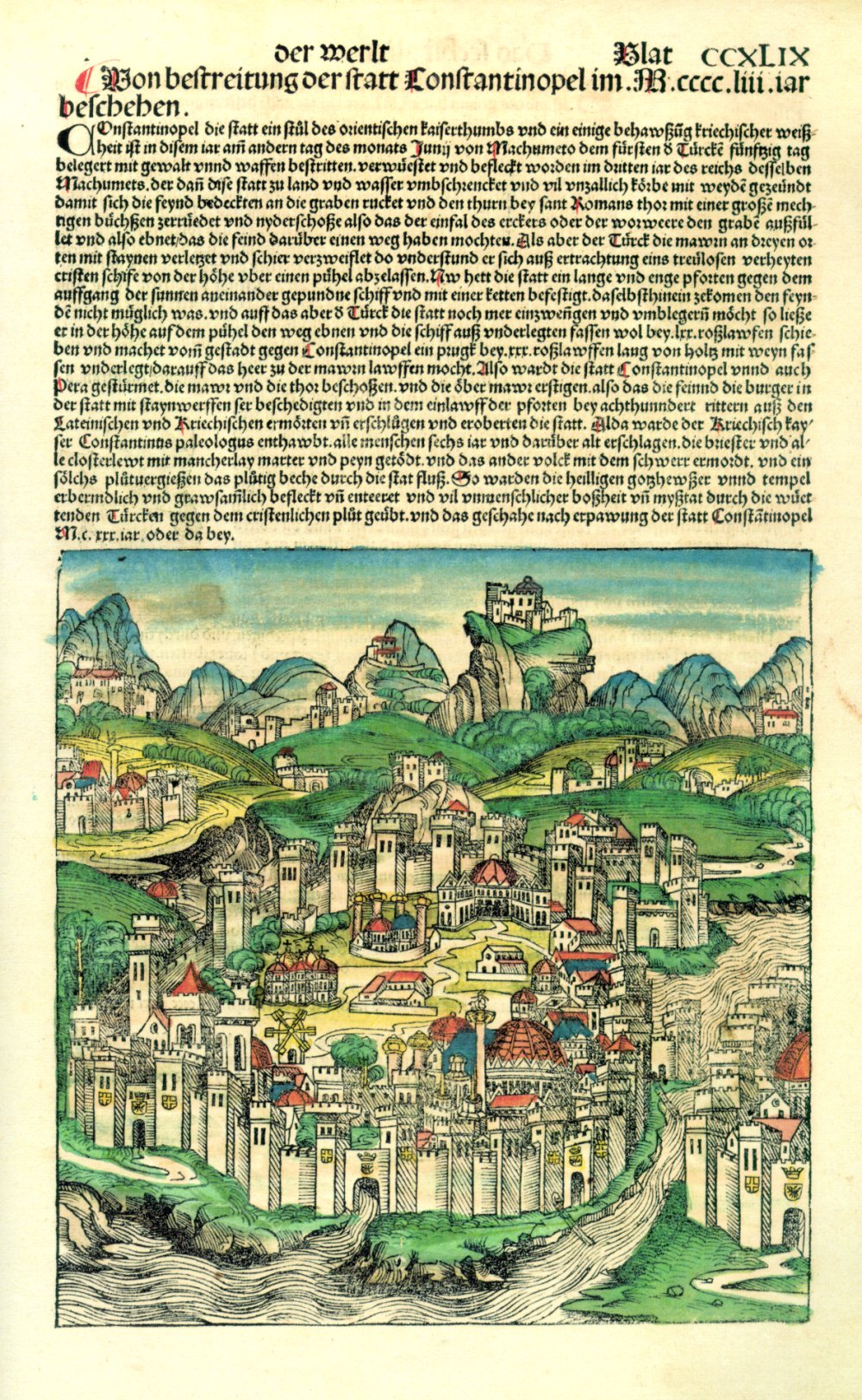
Widok Konstantynopola (ilustracja z Kroniki norymberskiej)

Miasto zostało zbudowane na wybrzeżu południowo-wschodniej Tracji, u połączenia cieśniny Bosfor z Propontydą. Położone było na półwyspie o pagórkowatej powierzchni, który od południa oblany jest morzem, a od północy wodami zatoki Złoty Róg.
Miasto posiadało doskonałe położenie na skrzyżowaniu dwóch wielkich starożytnych szlaków handlowych: morskiego z Morza Śródziemnego na Morze Czarne oraz lądowego z Półwyspu Bałkańskiego do Azji Mniejszej. Dzięki swemu umiejscowieniu miasto szybko się rozrastało. Niektóre szacunki podają, iż w szczytowym okresie swojego rozwoju miasto mogło liczyć nawet milion mieszkańców. Ostrożniejsze szacunki podają liczbę od 250 do 500 tysięcy.

## Mieszkańcy
Konstantynopol został założony na terenach zamieszkanych w większości przez Greków, oni też stanowili aż do upadku miasta podstawową grupę jego mieszkańców. Należy jednak pamiętać, iż od początku swojego istnienia Konstantynopol był stolicą rozległego imperium, zamieszkanego przez wiele różnych nacji. W okresie wczesnobizantyńskim zamieszkiwało więc tam również wielu Syryjczyków, Egipcjan czy Żydów. W początkowym okresie w mieście przebywało także wielu przybyszów z prowincji zachodnich cesarstwa rzymskiego, posługujących się na co dzień łaciną. W średniowieczu skład etniczny miasta uległ zmianie. Przybyszów z prowincji wschodnich cesarstwa, które w VII wieku zajęli Arabowie, zastąpili Słowianie, Waregowie oraz Włosi. Ci ostatni na stałe zagościli nad Bosforem na przełomie X i XI wieku, byli to zaś głównie kupcy z Wenecji i Amalfi. Na przełomie XIII i XIV wieku pojawili się także Genueńczycy, którzy za Złotym Rogiem – w Galacie założyli swoją kolonię.

## Obronność

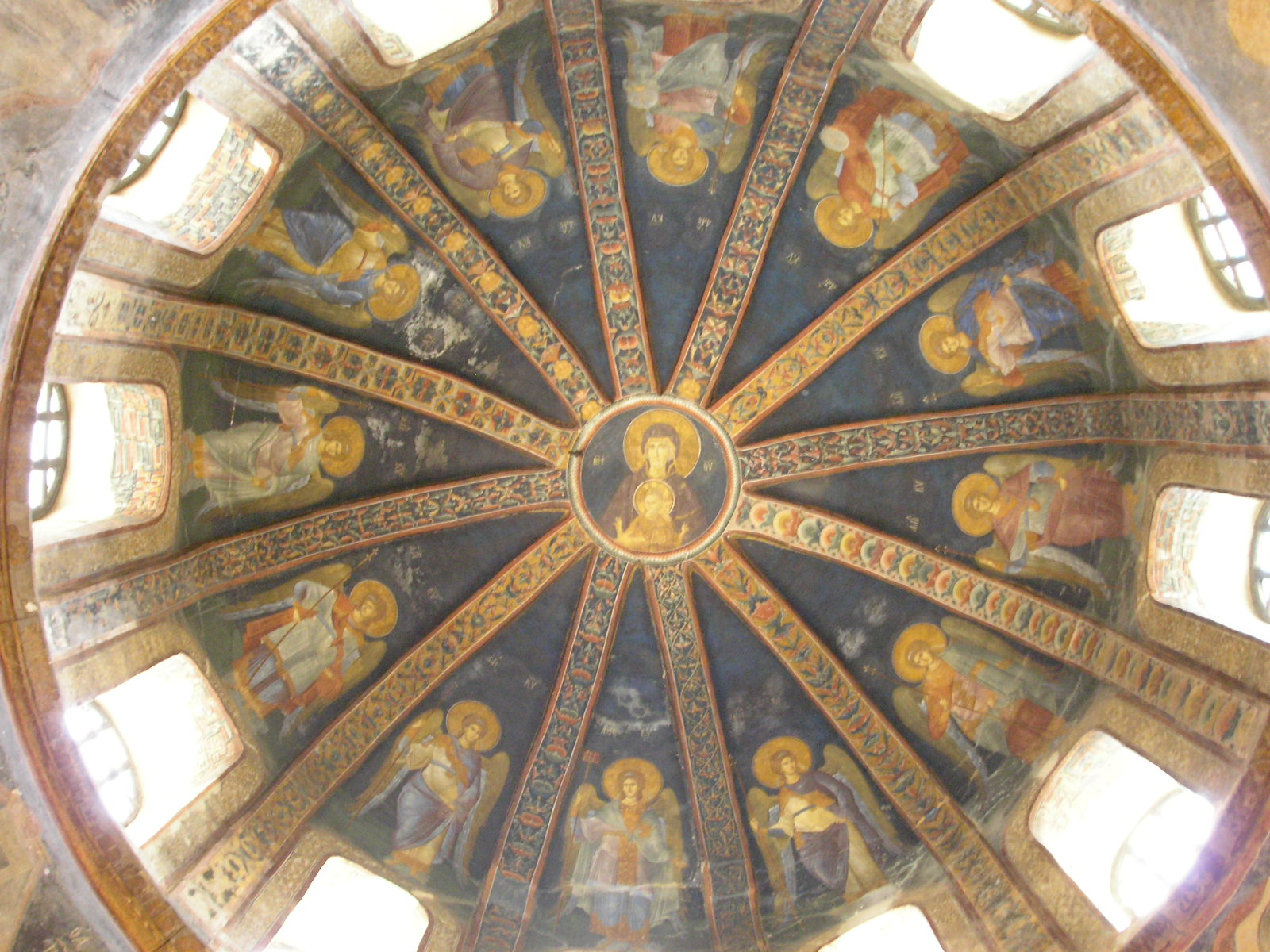
Zachowane freski w kopule kościoła św. Zbawiciela

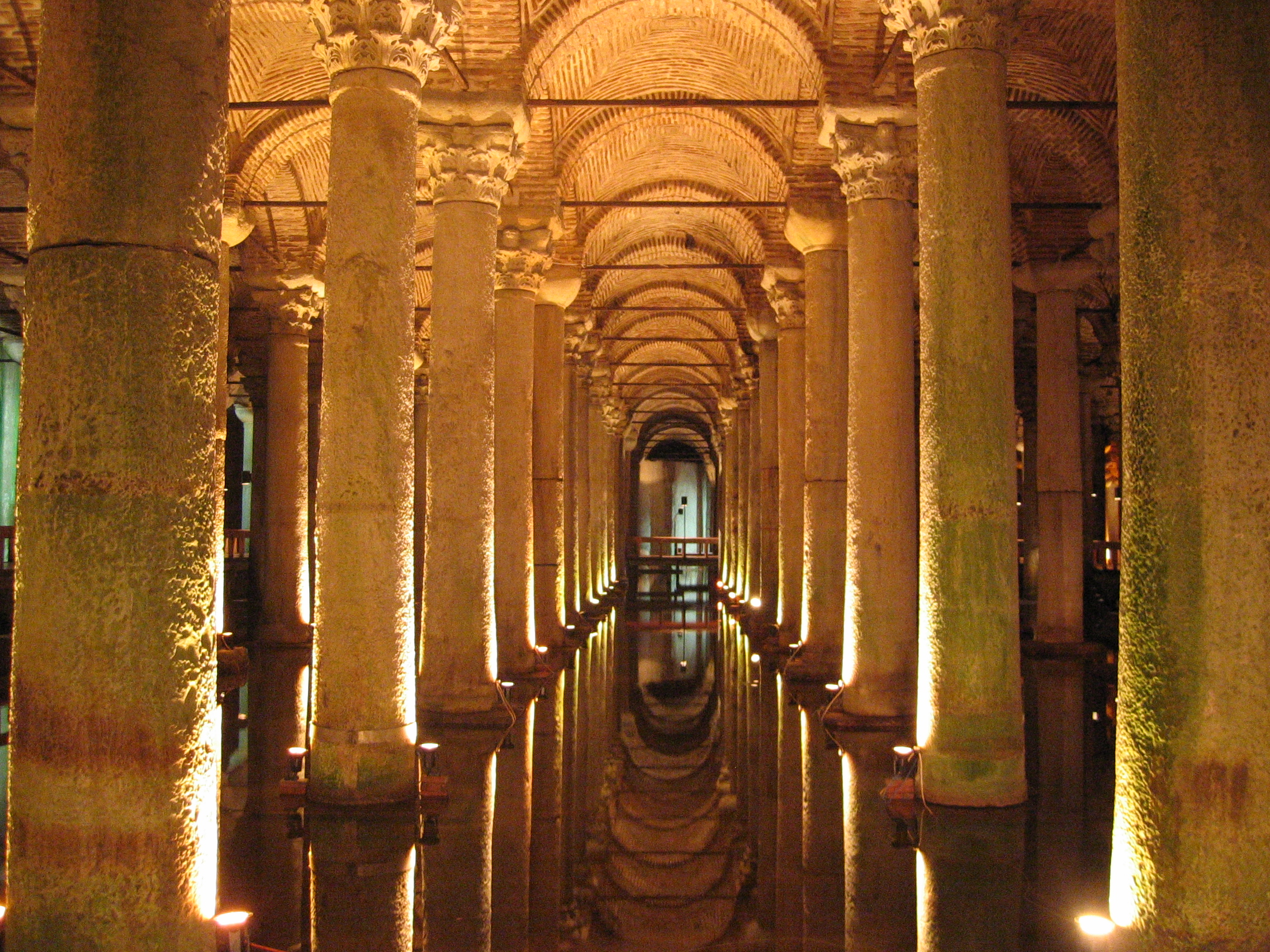
Cysterna bazyliki – wnętrze

Miasto od północy i od południa zabezpieczone było przez Propontydę i Złoty Róg. Od strony lądu miasto było natomiast chronione przez podwójną linię murów wzniesionych przez Teodozjusza II. Co więcej w promieniu 65 km od miasta cesarz Anastazjusz rozkazał wybudować dodatkową linię umocnień, która w założeniu chronić miała miasto przed nagłymi atakami lądowymi. Te wszystkie zabezpieczenia umożliwiły Konstantynopolowi opierać się przez setki lat atakom różnych ludów. Dla przykładu można podać tu odparte ataki:
- 626 – połączony atak Persów, Awarów i Słowian,
- 674–678 i 717 – ataki Arabów,
- 813, 913 i 924 – ataki Bułgarów,
- 860, 907, 941 i 1043 – ataki Rusów,
- 1090–1091 – oblężenie miasta przez Seldżuków i Pieczyngów,
- 1393/1394–1401 – blokada miasta przez Turków,
- 1422 – ostatnie nieudane tureckie oblężenie.

Miasto zostało zdobyte tylko trzy razy. Za pierwszym miało to miejsce 13 kwietnia 1204, kiedy to zostało zajęte przez krzyżowców biorących udział w IV wyprawie krzyżowej.
W 1261 cesarz nicejski Michał VIII Paleolog (władca jednego z trzech państw powstałych po zajęciu Konstantynopola przez krzyżowców, które uważały się za kontynuatorów cesarstwa bizantyńskiego) zdobył miasto i ogłosił się cesarzem bizantyńskim.
Ostateczny cios spadł na miasto 29 maja 1453, kiedy to, po trwającym od 7 kwietnia oblężeniu, miasto zostało zdobyte po raz trzeci, tym razem przez Turków osmańskich. Ostatni władca Bizancjum Konstantyn XI Dragasz zginął, broniąc swojej stolicy.

## Historia miasta

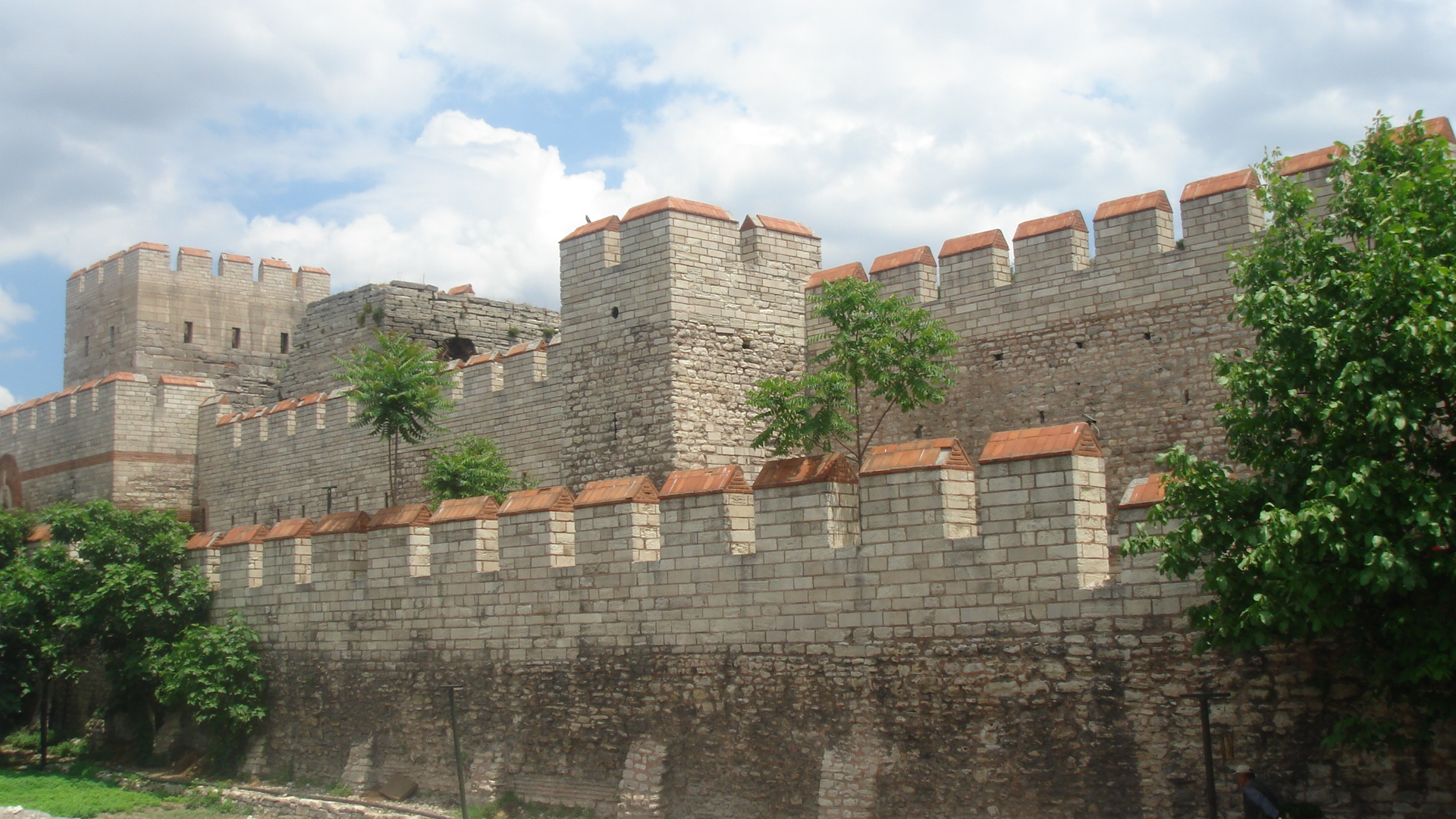
Odbudowany fragment murów miejskich

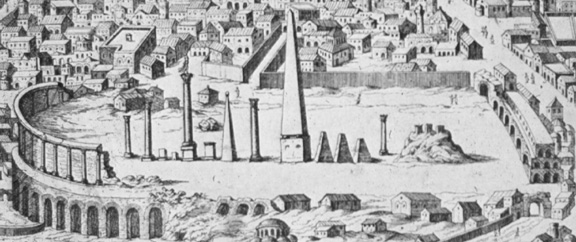
Pozostałości Hipodromu około XVII wieku

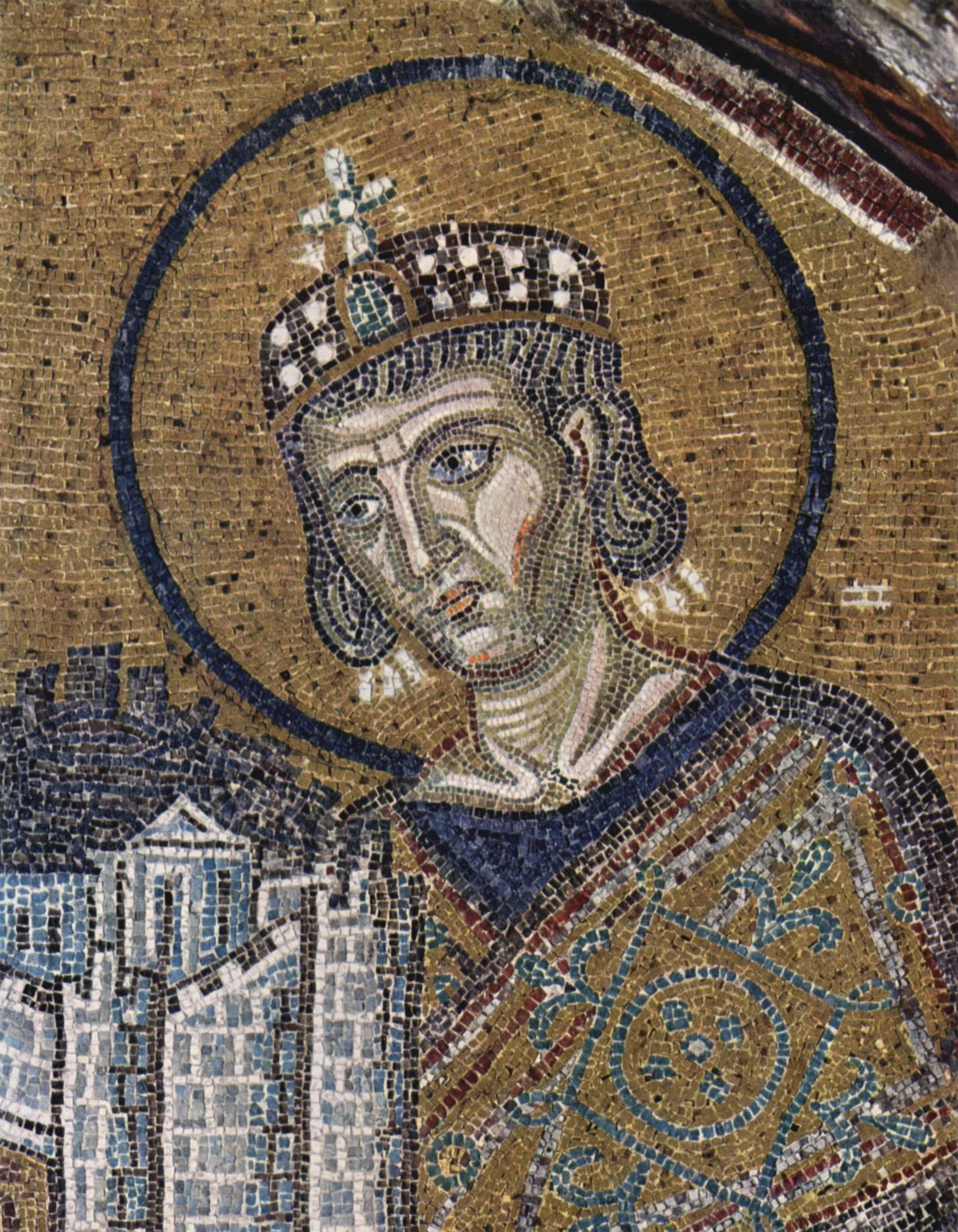
Konstantyn I Wielki i model miasta

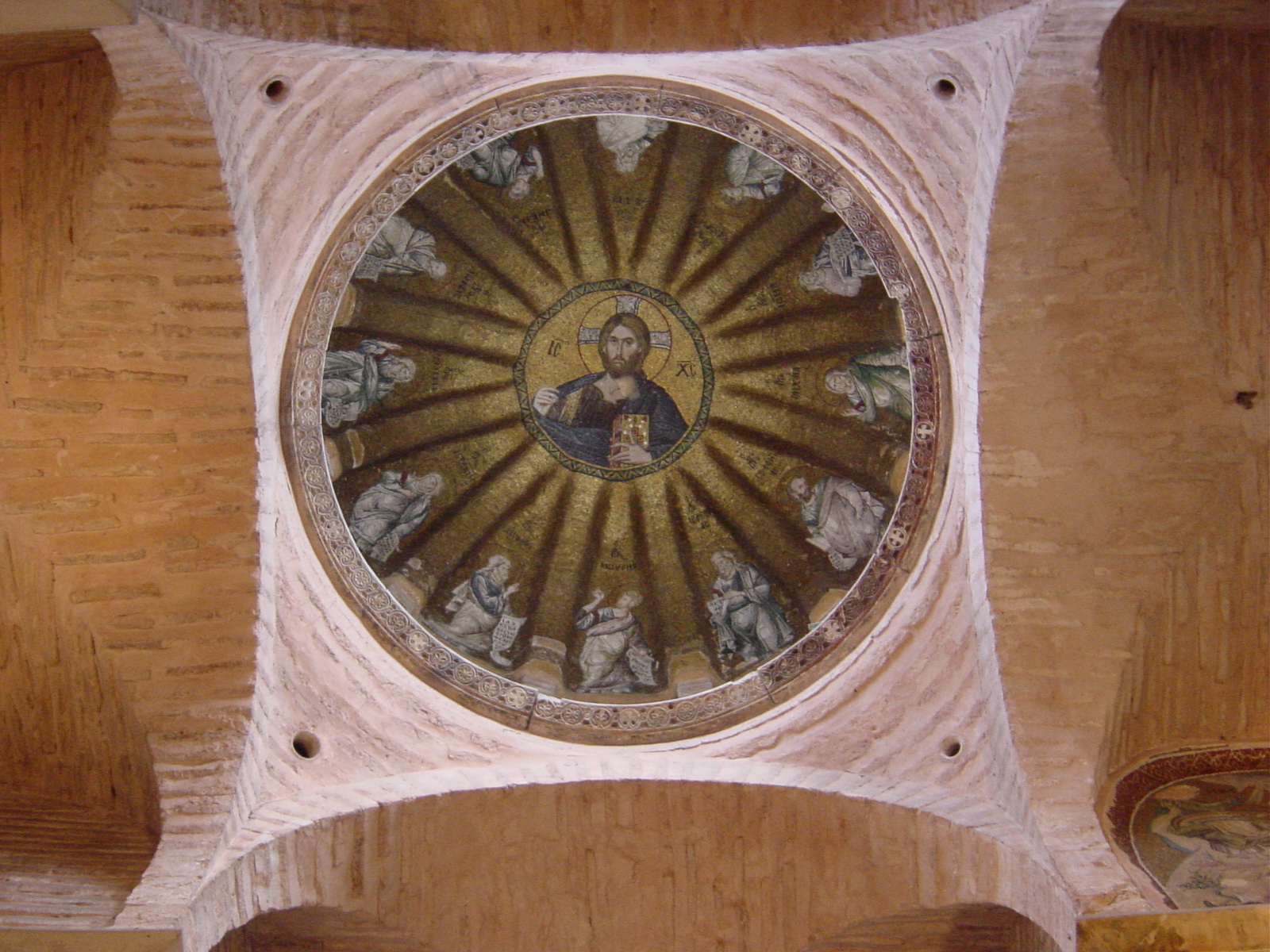
Kopuła kościoła Matki Bożej Radosnej. W centrum Chrystus Pantokrator, otaczają go prorocy Starego Testamentu

W miejscu dawnego Bizancjum, leżącego na końcu rzymskiej drogi Via Egnatia, w 324 roku Konstantyn I Wielki założył nowe miasto i nazwał je Constantinopolis (Miasto Konstantyna). Współcześni mu nazywali miasto Nea Rome (Nowy Rzym). Konstantyn zbudował nowe mury (ukończone przez Konstantyna II), które objęły obszar miasta o powierzchni ok. 700 hektarów. Uroczysta inauguracja miasta odbyła się 11 maja 330 r. Za czasów Konstantyna prowadzono intensywne prace budowlane, m.in. powiększony został Hipodrom (arena miała 450 m długości), wzniesiono Pałac cesarski, budynek Senatu, łaźnie Zeuksippa oraz wytyczono nowe fora: Forum Augusteum, na którym stał Milion, złoty obelisk z podanymi odległościami do najważniejszych miast cesarstwa, Forum Konstantyna z centralną kolumną, na której stał posąg Apollina Heliosa z głową cesarza oraz Forum Taurus. W mieście istniały również Forum Bovis oraz Forum Arkadiusza. Fora łączyła główna, szeroka na 25 metrów, ulica Mese (ulica środkowa), flankowana po obu stronach kolumnadami, prowadząca aż do Złotej Bramy, za którą zaczynała się Via Egnatia. Przed Forum Bovis odbijało na lewo odgałęzienie Mese, prowadzące do Bramy Charyzjusza. Na północ od niej, w miejscu gdzie mury dochodziły do Złotego Rogu, leżała dzielnica Blecharny.
W czasach dynastii Komnenów rozbudowano istniejący tam pałac cesarski, który stał się od tej pory główną rezydencją władców. W sąsiedztwie Akropolu, na fundamentach wcześniejszej pogańskiej świątyni, wybudowano bazylikę, poprzedniczkę Hagia Sophia. Do czasów wybudowania Hagii Sophii reprezentacyjnym kościołem Konstantynopola był trójnawowy kościół Bożego Pokoju – Hagia Eirene. W tym czasie istniały także: kościół św. Akacjusza Męczennika, kościół Świętych Apostołów (w pierwotnym zamyśle mauzoleum cesarskie) i kościół św. Mokiosa, zbudowany za murami miasta na terenie cmentarza. W kościele Świętych Apostołów od 336 przechowywano relikwie po św. Andrzeju Apostole i św. Łukaszu.
W 360 ukończono budowę Hagii Sophii, najsłynniejszej świątyni miasta, która stała się katedrą biskupa Konstantynopola. Od 359 roku miasto uzyskało urząd prefekta. W 362 cesarz Julian zbudował nowy Port Juliana, później nazwany Portem Zofii, imieniem żony cesarza Justyna II.
Dalszy rozwój Konstantynopola związany jest z rządami Teodozjusza I, który wybudował wielki port (port Teodozjusza) na południowym wybrzeżu miasta, wybrzeżu nad morzem Marmara, w pobliżu kościoła Akacjusza, i wytyczył Forum Teodozjusza, w linii ulicy Mese. W 413, za panowania Teodozjusza II, zbudowano nową, podwójną linię murów obronnych, tzw. mury teodozjańskie, w odległości 1,5–2 km na zachód od murów Konstantyna. Obszar między obu murami pozostał słabo zurbanizowany, a swoje miejsce znalazły tam największe cysterny na wodę, m.in. Aspara, Aetiosa i Mokiosa, kompleksy klasztorne, m.in. bazylika św. Jana Chrzciciela oraz wielkie założenia ogrodowe. Oblicza się, że wszystkie cysterny Konstantynopola mogły pomieścić 1,5 mln metrów sześciennych wody pitnej. Poza cysternami zaopatrzenie miasta w wodę zapewniały liczne akwedukty, spośród których Akwedukt Walensa jest czynny do dziś.
Powierzchnia miasta chroniona murami wynosiła wtedy 1400 hektarów. W połowie V w. Konstantynopol liczył około 300–400 tysięcy mieszkańców i był już największym miastem śródziemnomorskiego świata. Kolejnym znaczącym etapem rozwoju miasta było panowanie cesarza Justyniana I, który po zniszczeniach w trakcie powstania Nika podjął zakrojoną na szeroką skalę akcję budowlaną. W 537 roku ukończył budowę nowego założenia kościoła Mądrości Bożej. Oprócz Hagii Sophii wybudował i odnowił 32 inne kościoły, w tym znany kościół św. Sergiusza i Bachusa. W ten sposób miasto stało się jednym z ważniejszych ośrodków religijnych chrześcijańskiego świata.
Dynamikę rozwojową Konstantynopol stracił w VII wieku z powodu osłabienia cesarstwa i zmian demograficznych. Tendencja ta odwróciła się w IX-XI w., gdy miał miejsce okres ponownego rozkwitu cesarstwa za panowania dynastii macedońskiej, której najwybitniejszym przedstawicielem był cesarz Bazyli II Bułgarobójca. Znane fundacje w mieście z tego okresu to między innymi Nea Ekklesia oraz Klasztor Peribleptu. Pod koniec istnienia cesarstwa miasto wyludniło się i nie liczyło więcej niż 50 tys. mieszkańców.

## Znaczenie miasta i jego dziedzictwo

### Kultura

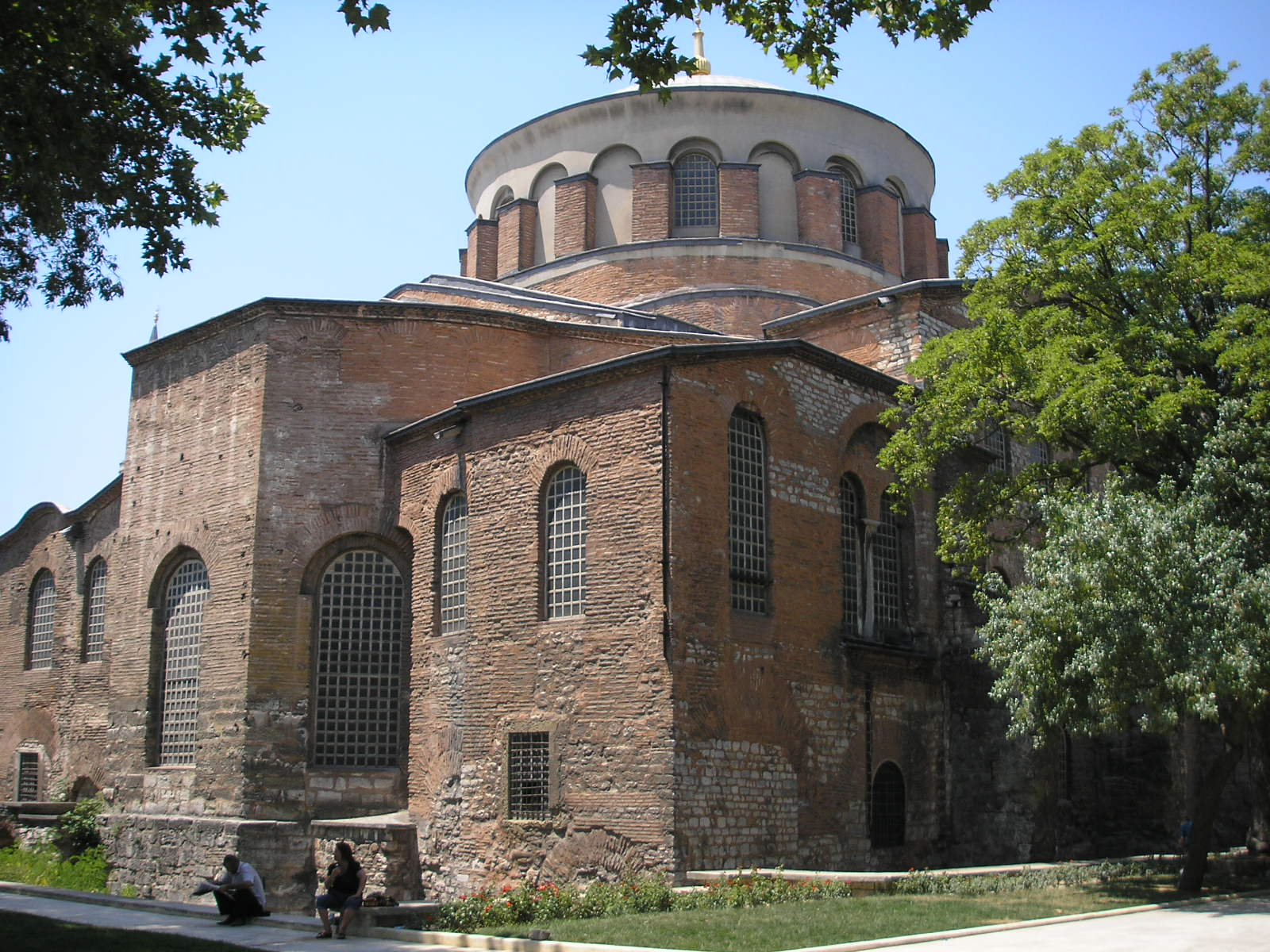
Kościół Pokoju Bożego

W okresie późnego cesarstwa rzymskiego, głównie ze względu na strategiczne położenie na styku wielkich starożytnych szlaków handlowych, Konstantynopol był największym i najbogatszym ośrodkiem miejskim we wschodnim basenie Morza Śródziemnego. Miasto pozostawało stolicą wschodniej, greckojęzycznej części cesarstwa przez ponad tysiąc lat. Konstantyn Wielki wybudował na wzgórzu miasta uniwersytet, który obok Aten i Aleksandrii stał się nowym ośrodkiem nauki. Zwany był Kapitolem (Καπιτωλιον) i był umiejscowiony przy wielkim rynku (Forum Tauri), otoczony portykami. Wykładali tu między innymi: Akakios, Harpokration, Heliodor, Ammonios, Helladios, czy Syrianos; a także sofiści – Bemarchios, Zenon, Didymos, Kikokles, Gymnasios, Priscjan. Nie czyniono różnicy pomiędzy chrześcijanami a poganami w obsadzie kadry nauczycielskiej. Pensje wypłacano w naturze (zboże, oliwa). Od Konstantyna do Walensa dbano o zasoby biblioteki uniwersyteckiej, zatrudniając etatowych kopistów i antykwariuszy. Z profesorów filozofii znamy z imienia Temistiosa i Celsusa. W okresie swojego największego rozkwitu było ono najbogatszym i największym miastem Europy, które promieniowało swoją kulturą i dominowało nad życiem ekonomicznym w całym basenie Morza Śródziemnego. Zagraniczni wędrowcy oraz kupcy byli szczególnie pod wielkim wrażeniem piękna miejscowych klasztorów i kościołów. Wyjątkowy efekt wywoływała Hagia Sophia: rosyjski czternastowieczny podróżnik Stefan z Nowogrodu napisał: „Jeśli zaś chodzi o kościół Świętej Zofii, to ludzki umysł nie potrafi go ani pojąć ani też opisać”.

### Polityka

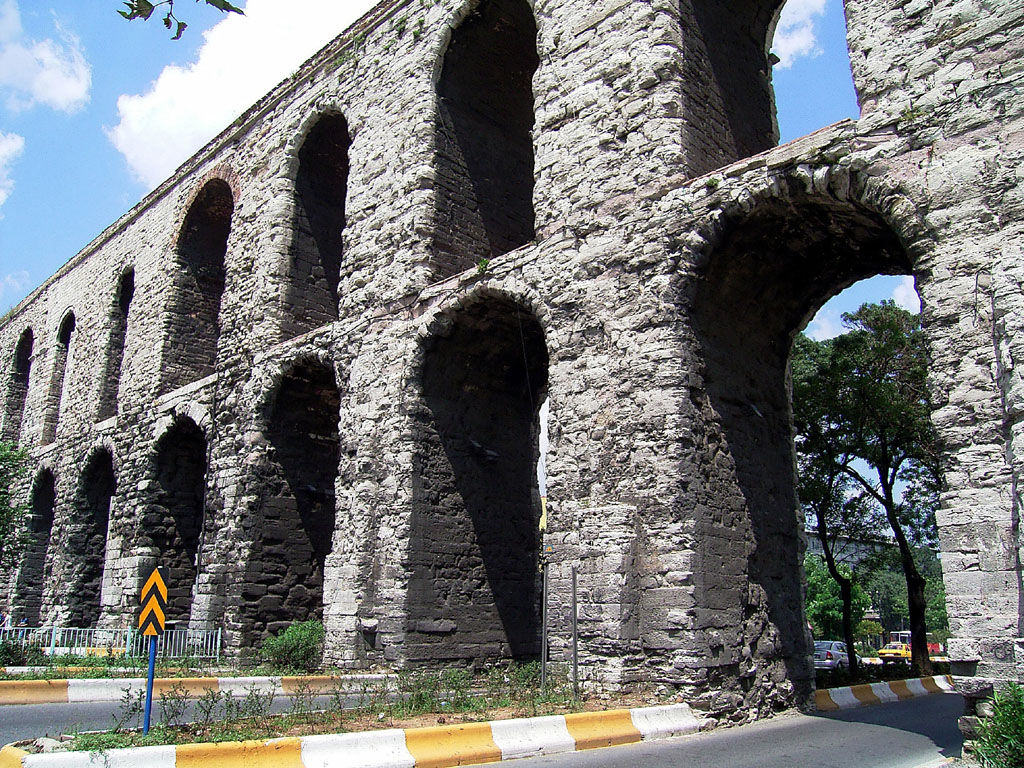
W dalszym ciągu funkcjonujący Akwedukt Walensa

W V wieku miasto zapewniało obronę dla wschodnich prowincji starego Imperium Romanum przeciwko licznym barbarzyńskim inwazjom. Wysokie na 18 metrów mury, wybudowane za panowania Teodozjusza II (413–414), były w praktyce nie do zdobycia dla barbarzyńców, którzy atakując znad dolnego Dunaju, znajdowali o wiele łatwiejsze cele na zachodzie. Miasto posiadało ponadto inne umocnienia, o których była mowa wyżej. Wielu naukowców uważa, iż ten system umocnień pozwolił na w zasadzie niczym nie zakłócony rozwój prowincji wschodnich cesarstwa, kiedy w tym samym czasie tak Rzym, jak i cały zachód upadły pod naporem barbarzyńców. Wraz z pojawieniem się chrześcijaństwa oraz islamu, Konstantynopol stał się rzeczywistą bramą do chrześcijańskiej Europy, stojącą na drodze islamskiej ekspansji. Jako że Cesarstwo Bizantyńskie było położone pomiędzy terenami zajętymi przez wyznawców islamu a chrześcijańskim zachodem, Konstantynopol odgrywał rolę pierwszej linii obrony przeciwko postępom Arabów w VII i VIII wieku. Miasto i cesarstwo w końcu zostało zdobyte przez Ottomanów w 1453 roku, jednakże jego trwałe dziedzictwo zapewniło Europie nadejście epoki odrodzenia.

### Architektura

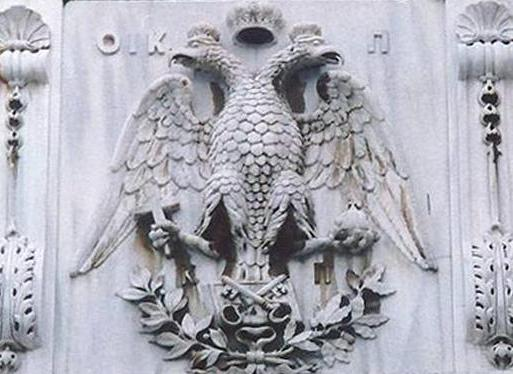
Orzeł bizantyński na portalu katedry świętego Jerzego

Wpływ bizantyńskiej architektury i sztuki można łatwo zaobserwować, oglądając liczne przykłady ich naśladownictwa rozsiane po całej Europie. Jako przykład można tu podać bazylikę świętego Marka w Wenecji, liczne kościoły Rawenny czy Sycylii oraz architekturę sakralną wschodnich i południowych Słowian. Wzorowano się także na murach obronnych miasta (por. np. zamek Caernarfon w Wielkiej Brytanii). Także inne elementy miejskiej infrastruktury Konstantynopola były prawdziwym cudem w okresie średniowiecza, utrzymując przy życiu sztukę, zdolności oraz doskonałość techniczną imperium rzymskiego. Istnieje obecnie projekt historyczny, który ma na celu odtworzenie architektury całego miasta z czasów bizantyjskich w wersji elektronicznej.

### Religia

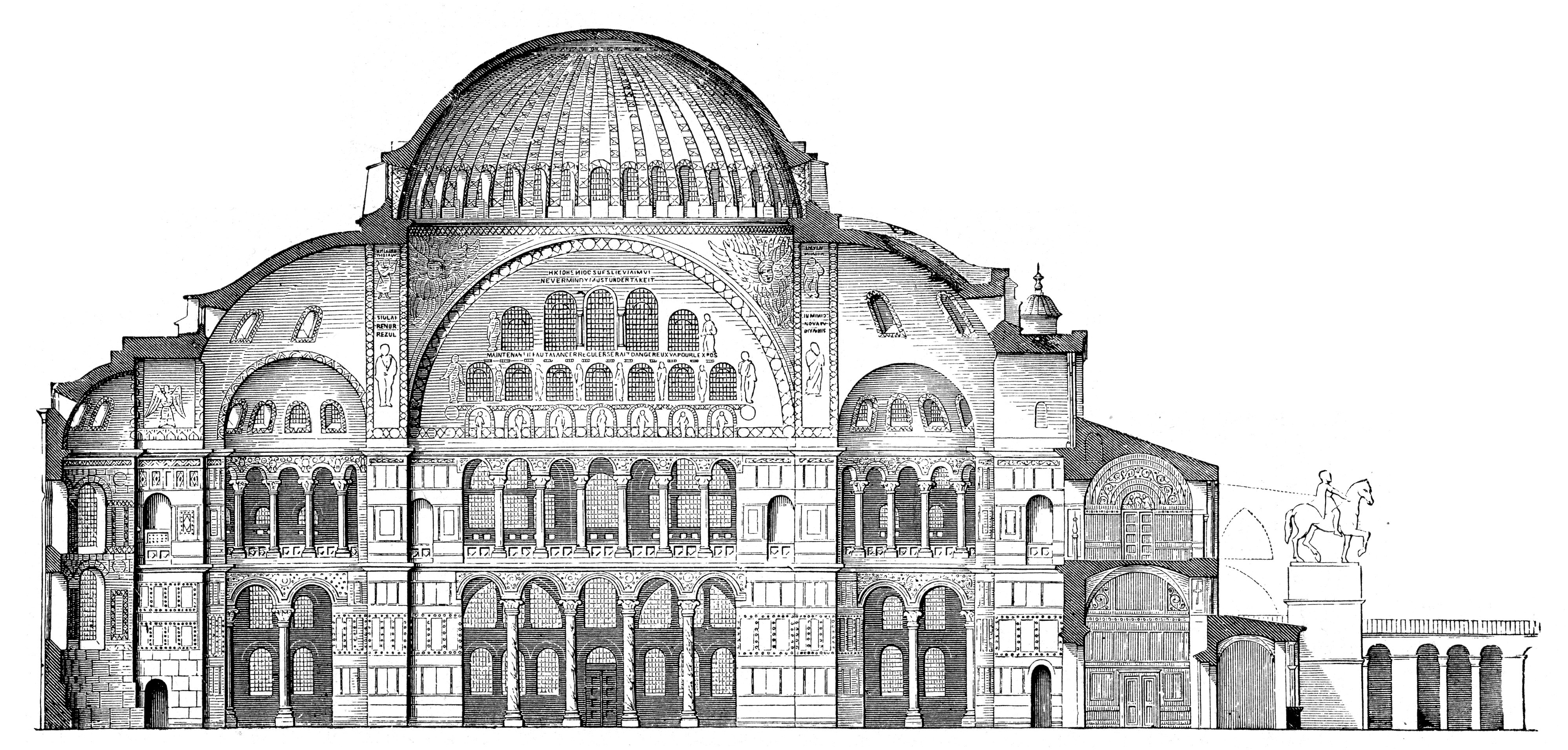
Przekrój kościoła Mądrości Bożej

Utworzenie miasta przez Konstantyna przydało prestiżu biskupowi Konstantynopola, który wkrótce przyjął tytuł Ekumenicznego Patriarchy. Tytuł ten był kwestionowany przez patriarchów Rzymu, co z kolei było jedną z przyczyn schizmy wschodniej, która w 1054 roku podzieliła chrześcijaństwo na zachodni katolicyzm i wschodnią ortodoksję. Ekumeniczny patriarcha Konstantynopola w dalszym ciągu ma swoją siedzibę nad Bosforem, stanowiąc ostatni żywy element dawnego miasta Konstantyna.
1 lipca 1846 roku, w Konstantynopolu grupa reformatorsko nastawionych wiernych Apostolskiego Kościoła Ormiańskiego założyła Ormiański Kościół Ewangelicki.
W Konstantynopolu przechowywane były najważniejsze dla chrześcijaństwa relikwie, takie jak:
- Krzyż Prawdziwy,
- Święty Gwóźdź z krzyża Jezusa,
- Korona cierniowa,
- Włócznia Longinusa,
- Mandylion z Edessy (Całun Turyński),
- Chusta z Manoppello[9].